# Ґас Ван Сент
Ґас Ван Сент молодший (англ. Gus Van Sant, Jr.; нар. 24 липня 1952, Луїсвілл (Кентуккі), Кентуккі, США) — американський кінорежисер і сценарист, який живе і працює в штаті Орегон. Починав як представник американського незалежного і квір-кино, але потім знімав і великобюджетні голлівудські стрічки, розраховані на широку аудиторію. Лауреат «Золотої пальмової гілки» за фільм Слон (2003).

## Біографія
Ґас Ван Сент мол. — нащадок заможних голландських емігрантів, народився 24 липня 1952 року в місті Луїсвілл (Кентуккі), штат Кентуккі, США. Освіту отримав в Род-Айлендській художній школі, де навчався за фахом малювання і кіно. Там же Ван Сент захопився написанням музики. Однокласниками Ван Сента тоді були Девід Бірн, Тіна Веймут і Кріс Франц, що пізніше утворили відому групу «Talking Heads» (у перекладі «Голови, що говорять»). На початку 1980-х Ван Сент переїхав до Портленда, де познайомився з Вільямом Берроузом і створив групу «Destroy All Blondes» («Знищи усіх блондинок»), що проіснувала недовго. Пізніше, в 1990-х, Ван Сент зняв декілька музичних відеокліпів для Девіда Боуї і групи «Red Hot Chili Peppers».
На початку своєї кінокар'єри Ван Сент працював асистентом у Роджера Кормана і захоплювався творчістю Стенлі Кубрика. Як режисер і сценарист Ґас Ван Сент дебютував у 1985 році з чорно-білою гей-драмою «Дурна ніч». Фільм був знятий Ван Сентом на власні кошти (всього близько 25 тисяч доларів) і зробив Ван Сента культовим режисером в гей-середовищі. Перший великий успіх прийшов до Ван Сента у 1989 році після фільму «Аптечний ковбой» з Меттом Діллоном. Тож у 1991 році Ван Сент завітав на Венеційський кінофестиваль з фільмом «Мій власний штат Айдахо» вже як знаменитість. «Мій власний штат Айдахо» — це пронизливий «роуд-муві», в якому свої найкращі ролі зіграли Кіану Рівз і Рівер Фенікс. Цей фільм зробив Ван Сента майже живим класиком. У 1993 Фенікс загинув від передозування наркотиків, а з ним загинув і проєкт фільму про Енді Уорхола, в якому Ван Сент відводив Феніксу головну роль. Пам'яті Фенікса Ван Сент присвятив свій наступний фільм «Навіть дівчата-ковбої іноді сумують».
У 1998 році Ван Сента було номіновано в категорії «Найкращий режисер» на премію Американської кіноакадемії Оскар за фільм «Розумник Вілл Гантінґ» (англ. «Good Will Hunting»). Продюсував гучну незалежну кінострічку «Дітки» (англ. «Kids», 1995). Ван Сент написав ряд сценаріїв до фільмів і роман «Рожевий» (англ. «Pink», 1997). Також в США був опублікований альбом його фотографій під назвою «108 портретів» (англ. «108 Portraits», 1993) і вийшли два музичні альбоми: «Ґас Ван Сент» (англ. «Gus Van Sant») і «18 пісень про гольф» (англ. «18 Songs about Golf», 1999).

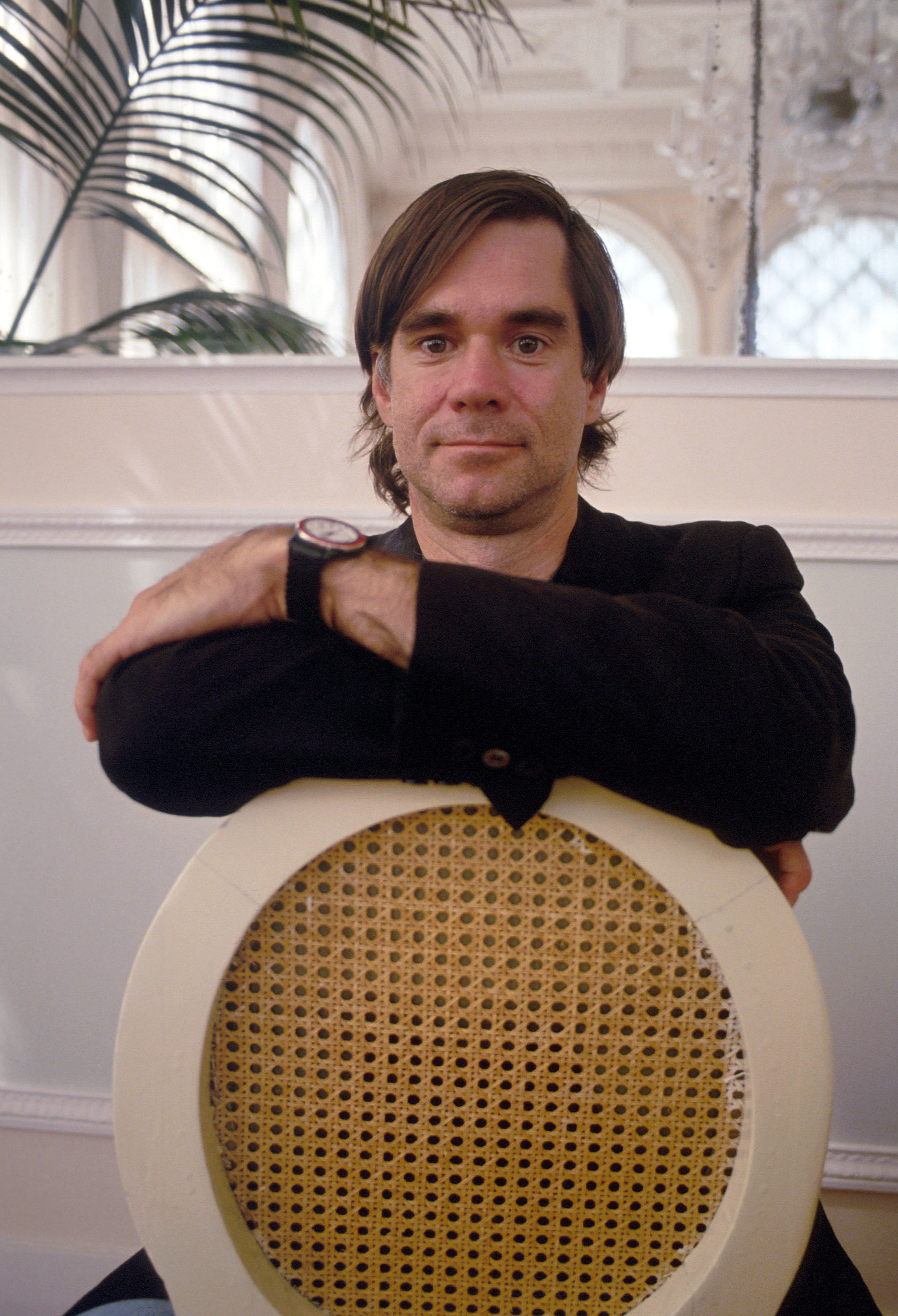
Ґас Ван Сент, Венеція, 1993

На початку XXI століття, вже обласканий Голлівудом, під враженням від робіт угорського режисера Бели Тарра Ван Сент повернувся в альтернативне незалежне кіно. Спочатку він зняв фільм «Джері», а в 2003 році отримав «Золоту пальмову гілку» на кінофестивалі в Каннах за стрічку «Слон» (англ. «Elephant»). Основою сюжету «Слона» стала кривава бійня, вчинена школярами в коледжі «Колумбайн». Але цей фільм далекий від документальних дослідів Майкла Мура, «Слон» швидше фільм-балет, абстракціонізм в кіномистецтві. А в 2005 році Ван Сент зняв фільм «Останні дні» про самогубство зірки гранджу, схожої на Курта Кобейна.
Ці фільми Ван Сента є частинами однієї трилогії — трилогії про крайню ізоляцію. «Джері» оповідає про фізичну ізоляцію, «Слон» показує ізоляцію в суспільстві, а «Останні дні» відбивають ізоляцію внутрішню, ментальну. На думку М. Аткінсона, у фільмах «Останні дні», «Джері», «Слон» Ван Сент винайшов спосіб «перевести туманні прийоми Тарра в розповідні координати сучасної Америки, уникнувши при цьому зайвої затемненості і в той же час зберігши властиве Тарру відчуття філософської глибини і таємниці».
У 2008 році вийшов новий фільм Ван Сента — «Гарві Мілк» з Шоном Пенном в головній ролі, що розповідає реальну історію Гарві Мілка — одного з перших політиків гомосексуальної орієнтації. Фільм був номінований на 8 премій Оскар, у тому числі і в категорії «Найкращий фільм», але отримав тільки дві — за «Найкращу чоловічу роль» і «Найкращий оригінальний сценарій».
У серпні 2008 року Ґас підписує договір з Imagine Entertainment і Columbia Pictures на знімання фільму «Не здавайся» за п'єсою Джейсона Лью. Довгий час вихід картини відкладався. Зрештою дистриб'ютори вирішили підготувати стрічку 64-му Каннському кінофестивалю, на якому і відбулася прем'єра у рамках програми Особливий погляд. Картина отримала більшою мірою негативні відгуки критиків і провалилася в прокаті.

## Особисте життя
Ґас Ван Сент є відкритим геєм.

## Фільмографія[8]
| Рік  | Українська назва                    | Мовою оригіналу                       | Примітки                                           |
| ---- | ----------------------------------- | ------------------------------------- | -------------------------------------------------- |
| 1985 | Погана Ніч (Мала Ноче)              | Mala Noche                            |                                                    |
| 1989 | Аптечний ковбой                     | Drugstore Cowboy                      |                                                    |
| 1991 | Мій власний штат Айдахо             | My Own Private Idaho                  |                                                    |
| 1993 | Навіть дівчата-ковбої іноді сумують | Even Cowgirls Get the Blues           |                                                    |
| 1995 | За що варто померти                 | To Die for                            |                                                    |
| 1997 | Розумник Вілл Гантінґ               | Good Will Hunting                     |                                                    |
| 1998 | Психо                               | Psych                                 | римейк однойменного фільму Альфреда Гічкока (1960) |
| 2000 | Знайти Форрестера                   | Finding Forrester                     |                                                    |
| 2002 | Джеррі                              | Gerry                                 |                                                    |
| 2003 | Слон                                | Elephant                              |                                                    |
| 2005 | Останні дні                         | Last Days                             |                                                    |
| 2006 | Париж, я люблю тебе                 | Paris, je t'aime                      | епізод «Маре» («Le Marais»)                        |
| 2007 | Параноїд-парк                       | Paranoid Park                         |                                                    |
| 2007 | У кожного своє кіно                 | Chacun son cinéma                     | епізод «Перший поцілунок»                          |
| 2008 | 8                                   | 8                                     |                                                    |
| 2008 | Гарві Мілк                          | Milk                                  |                                                    |
| 2011 | Не здавайся                         | Restless                              |                                                    |
| 2012 | Країна обіцяна                      | Promised Land                         |                                                    |
| 2012 | Мій власний Рівер                   | My Own Private River                  |                                                    |
| 2015 | Море дерев                          | Sea of Trees                          |                                                    |
| 2018 | Не хвилюйся, він далеко не піде     | Don't Worry, He Won't Get Far on Foot |                                                    |

## Рекомендована література
- Weber, Christian (2015). Gus Van Sant: Looking for a Place Like Home (PhD thesis, University of Mainz). Berlin: Bertz + Fischer. ISBN 978-3-86505-321-3.